# Bia de Médici
Bianca de Médici, conocida familiarmente como Bia (c. 1537 - Florencia, 1 de marzo de 1542) fue una hija ilegítima del II Duque de Florencia Cosme I de Médici, nacida antes de su primer matrimonio.

## Biografía
Bia nació cuando Cosme no tenía más de dieciséis años de edad. 
La identidad de su madre no se conoce. Se dice que era una campesina del pueblo de Trebbio, donde los Medici habían construido una de sus primeras villas, mientras que otros dijeron que era una dama de Florencia. Solo Cosme y la abuela paterna de la niña, María Salviati, conocían la identidad de la madre de la niña, pero Salviati se negó a revelarlo, aunque sí reconoció que Bia era la hija de Cosme. Creció en la corte ducal bajo el cuidado de su abuela, con los otros hijos legítimos de Cosme. 
El historiador Edgcumbe Staley escribió que la nueva esposa de su padre, Leonor Álvarez de Toledo, se negó a tolerar su presencia en el palacio después de su matrimonio, por lo que Cosme envió a Bia a la Villa di Castello. Sin embargo, otros informes más fiables indican que su madrastra "la crio con mucho amor". Bia compartía su cuarto con Julia de Médici, la hija ilegítima de Alejandro de Medici, duque de Florencia, que tenía casi la misma edad. Fue muy amada por su padre.
En 1542 Cosme viajó a Arezzo, donde tenía posesiones y, como era su costumbre, llevó consigo a Bia. Durante el viaje de regreso la pequeña enfermó y murió de fiebre a los cinco años.
Cuando su media hermana legítima Isabel de Médici nació seis meses después de su muerte, su padre se alegró muchísimo de tener otra hija. Sabiendo cuánto había sufrido por la muerte de Bia, sus contemporáneos, en vez de consolarlo porque su esposa no le había dado un hijo varón –como normalmente habrían hecho– lo felicitaron por el nacimiento.
Su retrato fue de inmediato colocado en la Galería de los Uffizi, entre las obras de arte más apreciadas por los Medici.

## Retrato

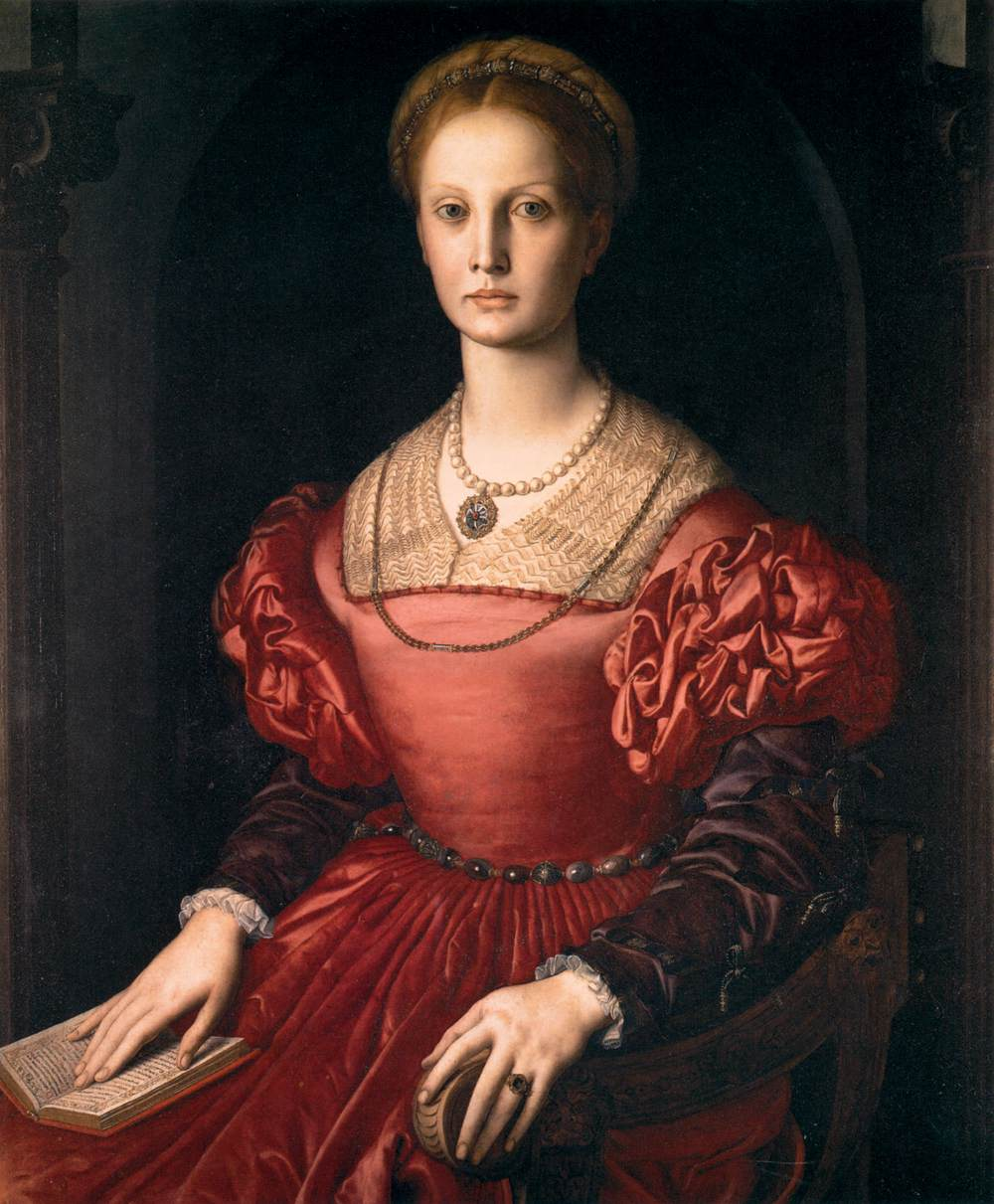
Portrato de Lucrezia Panciatichi, pintado por Agnolo Bronzino en el año 1540.

Giorgio Vasari, en el capítulo dedicado a Agnolo Bronzino de su libro Vidas, escribió que el artista retrató a "la pequeña Bia, hija natural del Gran Duque". Fue así como su rostro se convirtió en uno de los retratos más famosos del pintor, que era el favorito de Cosme. En él, Bia aparece vestida de manera suntuosa y adornada con joyas, testimonio de su altísimo rango social. El medallón que lleva en el cuello muestra un grabado del perfil de Cosme.
Entre los retratos de los hijos de Cosme I este es de lejos el más famoso. El color azul se logró gracias al polvo de lapislázuli que destaca los rasgos encantadores de la pequeña, que es retratada insinuando una sonrisa.